# Dorfkirche Dechtow

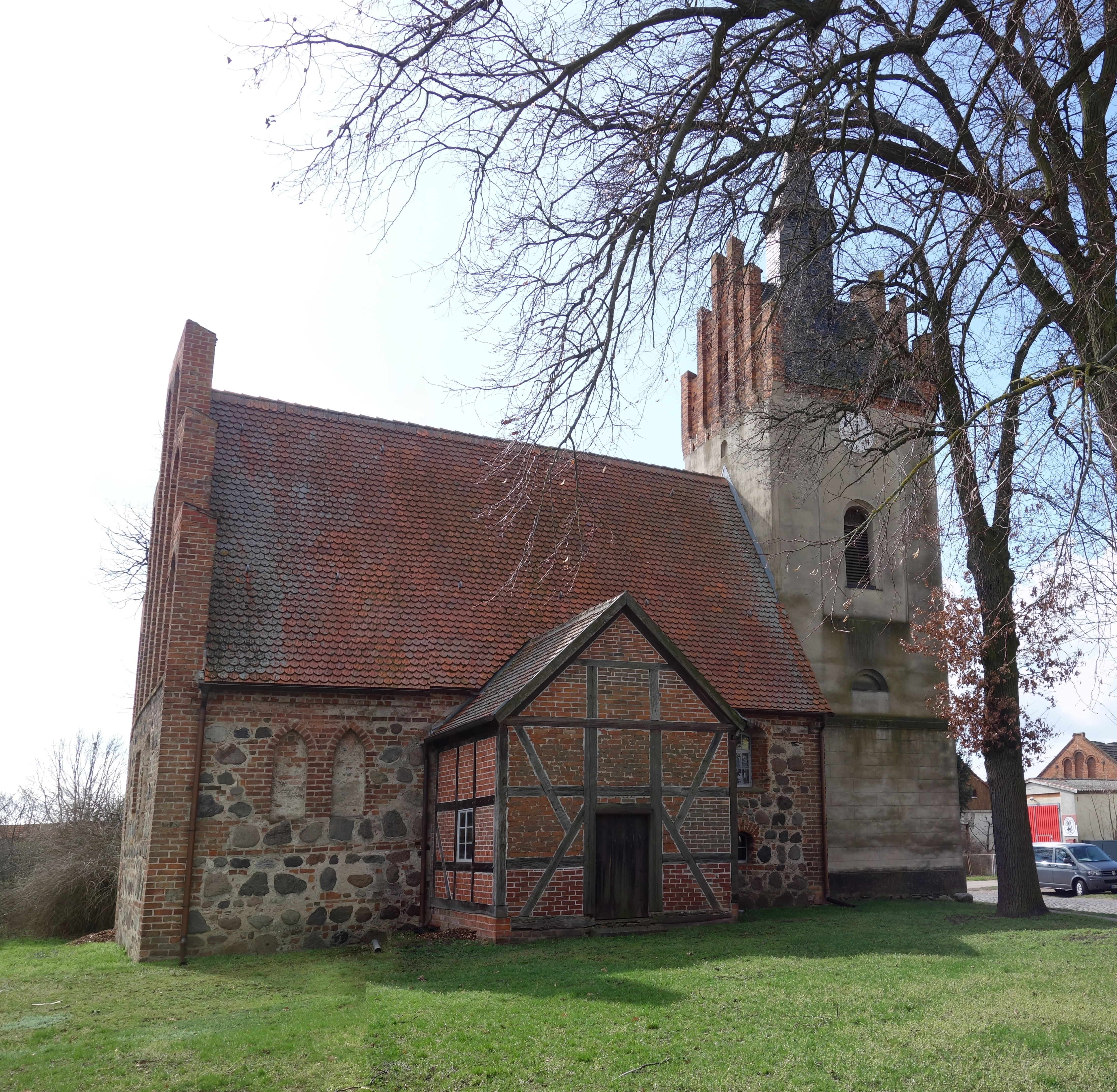
Dorfkirche Dechtow, Nordostansicht

Die Dorfkirche Dechtow ist ein Kirchengebäude im Ortsteil Dechtow der Gemeinde Fehrbellin im Landkreis Ostprignitz-Ruppin des deutschen Bundeslandes Brandenburg. Die erste Erwähnung eines Kirchenbaus stammt aus dem Jahr 1294.

## Architektur

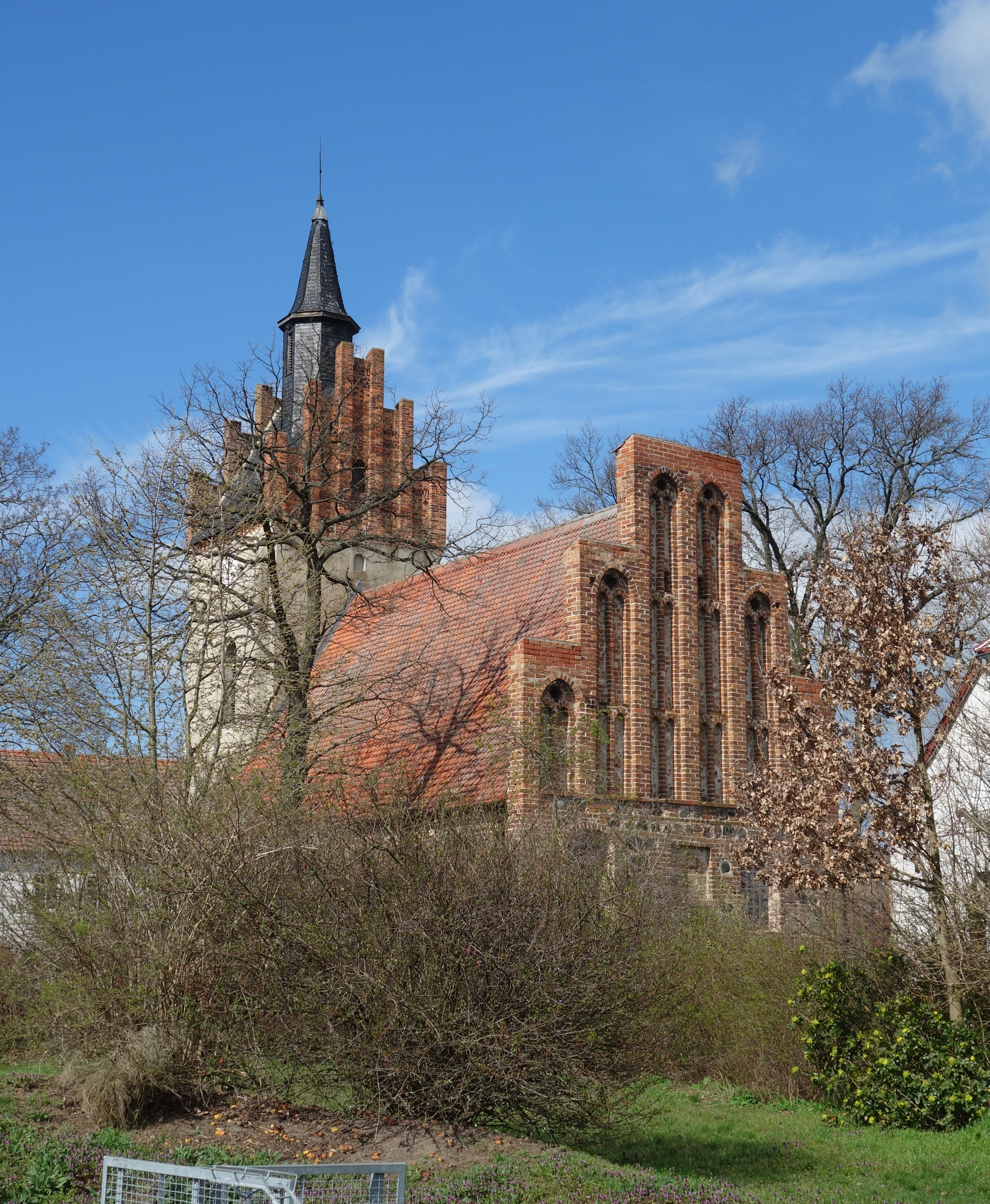
Südostseite mit Staffelgiebel

Das Kirchenschiff ist ein spätgotischer Saalbau mit Satteldach aus Mischmauerwerk (Feldstein und Ziegel) aus dem Beginn des 16. Jahrhunderts.  Dabei sind die Kanten und Fenstergewände in Backstein ausgeführt. Die Fenster der Langseiten, die ursprünglich schmale Spitzbogenöffnungen hatten, sind zum Teil korbbogig  verändert. Den Abschluss des Chores im Osten bildet ein dreigeschossiger Staffelgiebel mit gereihten Zwillingsblenden.
Der eingezogene, quadratische, verputzte Westturm stammt aus den Jahren 1828/29, und wurde vermutlich beim Wiederaufbau nach einem Brand mit Backsteinstaffelgiebeln versehen. Auf dem Satteldach findet sich ein Dachreiter mit Knickhelm und Wetterfahne und der Jahreszahl 1871.

## Innengestaltung
An den Innenwänden fanden sich bei Restaurierungsarbeiten am Ende des 20. Jahrhunderts Reste von figürlicher Malerei. Die Ausstattung in Spätrenaisssanceformen stammt aus dem Anfang des 17. Jahrhunderts. Ihre Bemalung wurde in der Mitte des 20. Jahrhunderts erneuert. Der hölzerner Kanzelaltar datiert aus 1602, wobei der polygonale Kanzelkorb wohl erst 1738 zugefügt wurde. Die zugehörige Renaissancetaufe steht jetzt in der Dorfkirche Karwesee. Die Orgel auf der Westempore stammt von 1875 aus der Werkstatt von Carl Eduard Gesell.